# Засторонье
Засторонье — деревня в Новосельском сельском поселении Сланцевского района Ленинградской области.

## История
Деревня Засторонье упоминается на карте Санкт-Петербургской губернии Ф. Ф. Шуберта 1834 года.

ЗАСТОРОНЬЕ — деревня принадлежит князю Никите Дондукову-Корсакову, число жителей по ревизии: 33 м. п., 44 ж. п. (1838 год)

ЗАСТОРОНЬЕ — деревня князя Дондукова-Корсакова, по просёлочной дороге, число дворов — 9, число душ — 37 м. п. (1856 год)

ЗАСТОРОНЬЕ — деревня владельческая при речке Руйке, число дворов — 12, число жителей: 34 м. п., 37 ж. п. (1862 год) 

В XIX — начале XX века деревня административно относилась к Выскатской волости 1-го земского участка 1-го стана Гдовского уезда Санкт-Петербургской губернии.
Согласно Памятной книжке Санкт-Петербургской губернии 1905 года деревня входила во 2-е Гусевское сельское общество.

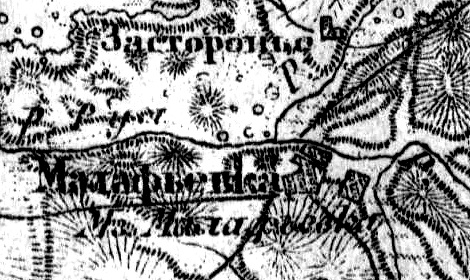
Деревня Засторонье на карте 1919 года

С января по февраль 1917 года деревня находилась в составе Константиновской волости Гдовского уезда.
С 1917 по 1924 год, в составе Засторонского сельсовета Доложской волости.
С 1924 по 1927 год, в составе Заяцковского сельсовета.
С февраля 1927 года, в составе Выскатской волости.
С августа 1927 года, в составе Рудненского района.
С 1928 года, в составе Новосельского сельсовета. В 1928 году население деревни составляло 100 человек.
По данным 1933 года деревня Засторонье входила в состав Новосельского сельсовета Рудненского района. С августа 1933 года, в составе Гдовского района.
С 1941 года, в составе Сланцевского района.
С 1 августа 1941 года по 31 января 1944 года, германская оккупация.
С 1963 года, в составе Кингисеппского района.
По состоянию на 1 августа 1965 года деревня Засторонье входила в состав Новосельского сельсовета Кингисеппского района. С ноября 1965 года, вновь в составе Сланцевского района. В 1965 году население деревни составляло 14 человек.
По данным 1973 и 1990 годов деревня Засторонье входила в состав Новосельского сельсовета Сланцевского района.
В 1997 году в деревне Засторонье Новосельской волости проживали 7 человек, в 2002 году — 10 человек (все русские).
В 2007 году в деревне Засторонье Новосельского СП проживали 8 человек, в 2010 году — 5 человек.

## География
Деревня расположена в юго-восточной части района на автодороге 41К-782 (Новоселье — Засторонье).
Расстояние до административного центра поселения — 10 км.
Расстояние до ближайшей железнодорожной платформы Сланцы — 42 км.
Деревня находится на правом берегу реки Руя.

## Демография
| 1862 | 2007 | 2010 | 2017 |
| ---- | ---- | ---- | ---- |
| 71   | ↘8   | ↘5   | →5   |